# 京阪13000系電聯車
京阪13000系電聯車是供京阪電氣鐵道購入的直流通勤型電動列車，並於2012年春天開始投入服務。

## 概要
這款電聯車由川崎重工業負責製造，在2011年，為了令宇治線加快空調化及取締老化的2600系電車，京阪電氣鐵道開始投入到宇治線營業。

## 列車編組
| 車輛形式 | Mc     | T      | T      | Mc     |
| 總容量   | 128/43 | 137/49 | 137/49 | 128/43 |